# Parafia Świętych Apostołów Szymona i Judy Tadeusza w Nidku
Parafia pod wezwaniem Świętych Apostołów Szymona i Judy Tadeusza w Nidku – parafia rzymskokatolicka znajdująca się w Nidku. Należy do dekanatu Andrychów w diecezji bielsko-żywieckiej. Do 24 marca 1992 należała do archidiecezji krakowskiej.

## Historia

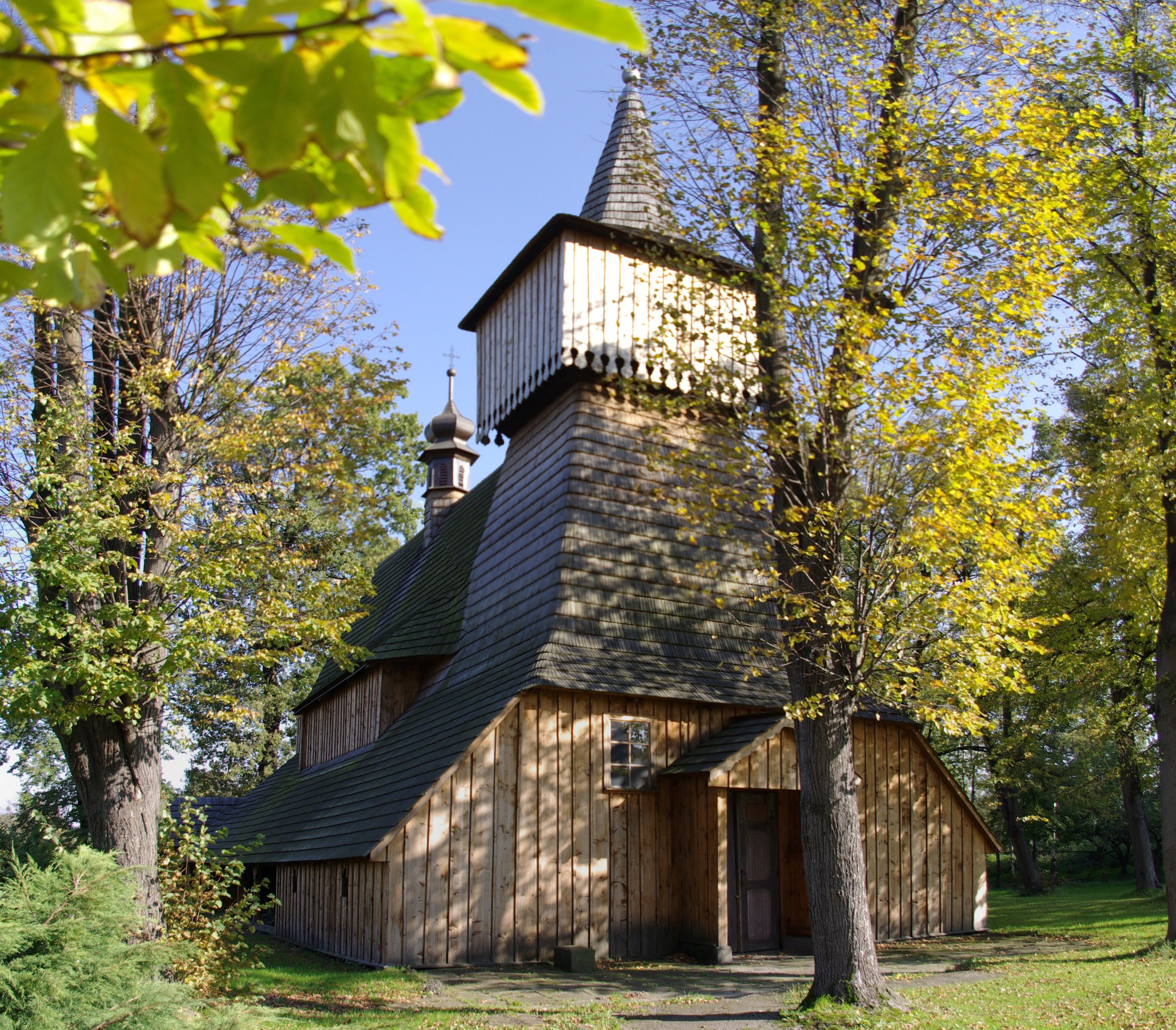
Zabytkowy kościół w Nidku

Erygowana w 1313 roku za panowania Władysława Łokietka, gdy biskupem krakowskim był Jan Muskata.

Parafia posiada zabytkowy, drewniany kościół wybudowany w I połowie XVI wieku. Świątyni patronuje Matka Boża Śnieżna, której obraz znajdował się w głównym ołtarzu. Kościół był poddawany przez wiele lat renowacji pod okiem Wojewódzkiego Konserwatora Zabytków w Krakowie. 

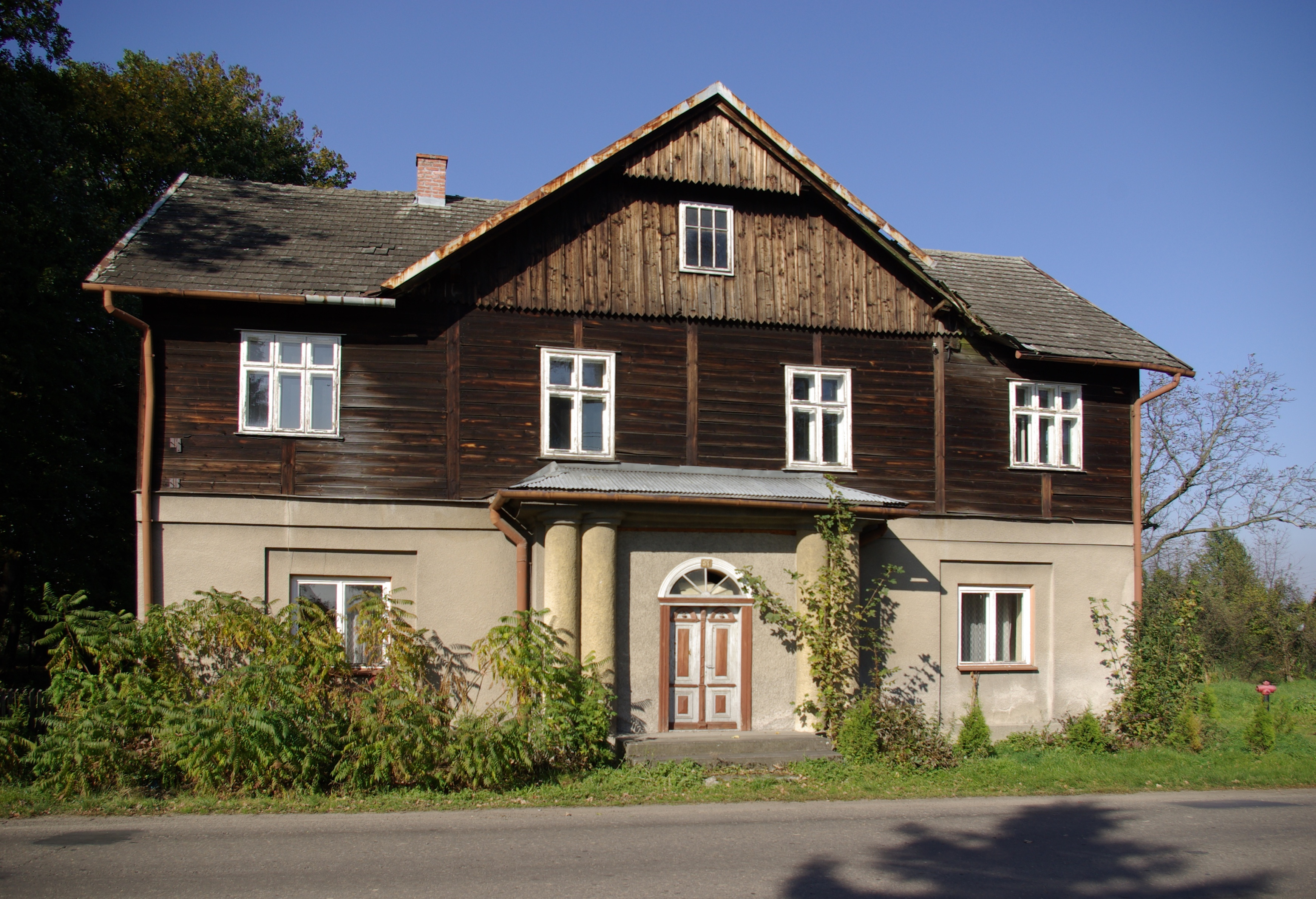
Stara plebania w Nidku

Zabytkowa świątynia jest nieużytkowana do sprawowania liturgii. Prace konserwatorskie kościoła trwające od 2020 do 2023 roku uniemożliwiały zwiedzanie zabytku. 11 maja 2023 roku, w obecności m.in. bp. Romana Pindla i prof. Piotra Glińskiego, dokonano otwarcia świątyni i oficjalnego odbioru wykonanych prac. Drewniany kościół stał się częścią nowo otwartego Beskidzkiego Muzeum Rozproszonego Diecezji Bielsko-Żywieckiej. 
Msze św. odprawiane są w nowym, parafialnym kościele. W głównym ołtarzu znajduje się obraz Matki Bożej Nieustającej Pomocy – patronki świątyni. Prace budowlane rozpoczęły się w 1987 roku, a pierwszą liturgię sprawowano 14 maja 1995 w surowym wnętrzu świątyni podczas Uroczystości Pierwszej Komunii św. drugoklasistów szkoły podstawowej.

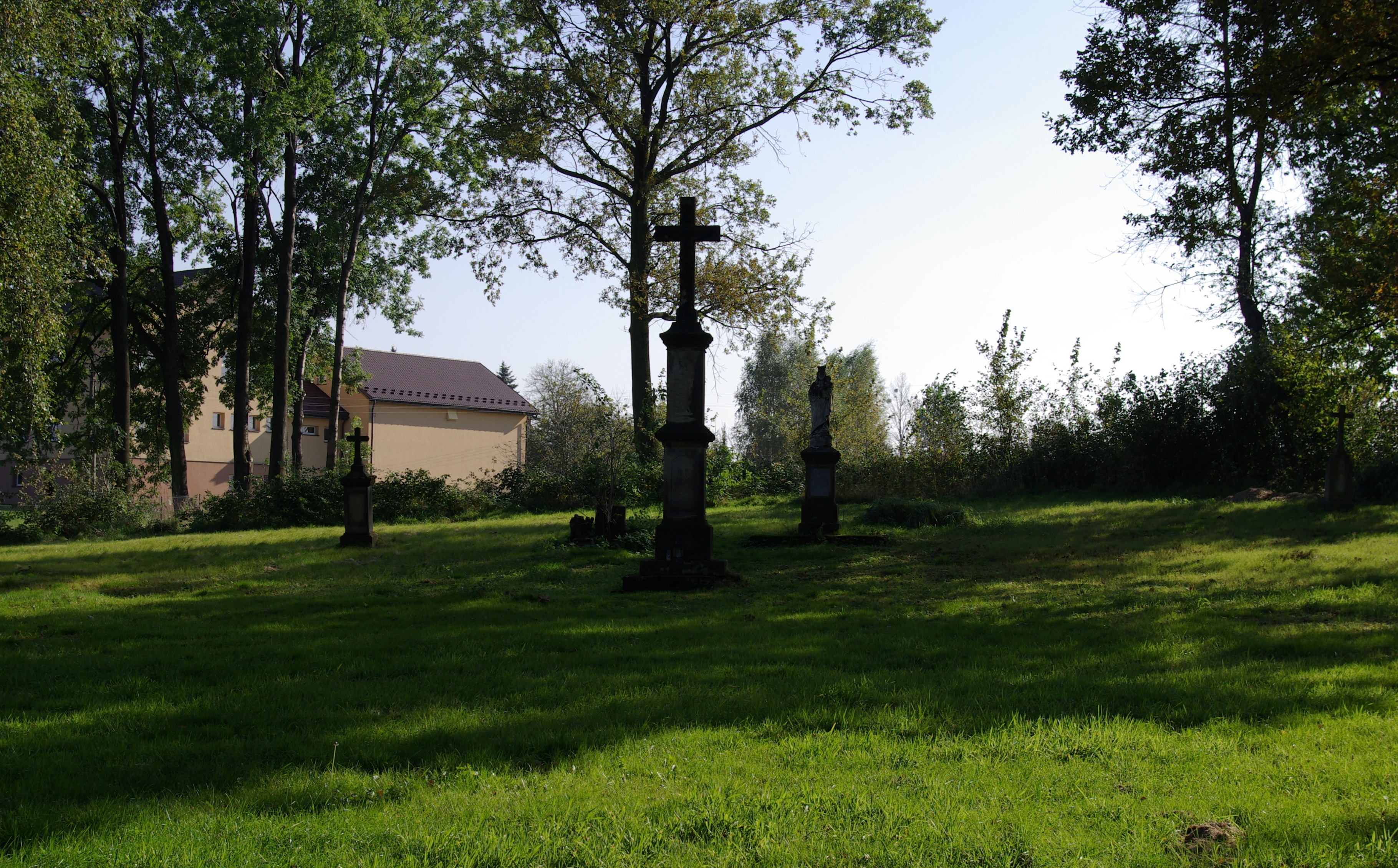
Stary cmentarz w Nidku

Dotychczas parafia posiadała dwa cmentarze. Stary cmentarz w centrum, na którym nie dokonuje się pochówku oraz nowy naprzeciwko szkoły. Staraniem Rady Parafialnej z poparciem ks. proboszcza oraz mieszkańców na zebraniu wiejskim w 2019 roku został złożony wniosek do Rady Gminy Wieprz o przejęcie nowego cmentarza parafialnego w zarząd przez gminę. 17 grudnia 2020 podczas Nadzwyczajnej Sesji Rady Gminy Wieprz została przyjęta uchwała w sprawie przejęcia w zarządzanie Cmentarza Parafii Rzymsko – Katolickiej pw. św. App. Szymona i Judy Tadeusza w Nidku oraz nadania mu statusu Cmentarza Komunalnego pod nazwą „Cmentarz Komunalny Nidek”. W październiku 2021 roku została podpisana umowa przekazania nowego cmentarza przez parafię – Gminie Wieprz z dniem 30 listopada 2021.

## Kalendarium parafii
1. 13 lipca 1313 r. – za panowania Władysława Łokietka, gdy biskupem krakowskim był Jan Muskata, erygowana została parafia w Nidku.
2. W źródłach kościelnych w latach 1325–1327 parafia tutejsza występuje jako „ecclesia de Nidek”, która płaci świętopietrze w wysokości 2 skojców i 6 denarów. Z tego czasu pochodzi też informacja o pierwszym znanym z imienia plebanie w Nidku. Był nim w latach 1326–1327 niejaki Johannes.
3. 1539 r. – według tradycji z fundacji Nideckich herbu Wieże, ówczesnych właścicieli tutejszych dóbr wzniesiony został drewniany, istniejący do dziś kościół.
4. 1555 r. – świątynia w Nidku przeszła w ręce protestantów i od tego momentu przez ponad 100 lat pełniła funkcję najpierw zboru kalwińskiego, a potem braci polskich.
5. 1669 r. – przywrócona została parafia w Nidku, wtedy też nastąpiła rekoncyliacja kościoła dokonana przez krakowskiego biskupa pomocniczego Mikołaja Oborskiego.
6. XVII/XVIII w. – energiczna działalność duszpasterska ojców jezuitów w Nidku (ówcześni właściciele Nielepcowie osadzili nawet na pewien czas zakonników w nideckim dworze) i okolicy, która doprowadziła do powrotu tutejszych włościan do Kościoła katolickiego.
7. XX w. – gruntowne remonty drewnianego kościoła przeprowadzane po pierwszej wojnie światowej (ks. J. Dziża) i drugiej (ks. J. Nowak).
8. 1987 r. – poświęcenie nowego murowanego kościoła w Nidku, wzniesionego staraniem parafian i proboszcza ks. J. Stróżaka.
9. 3 kwietnia 2011 r. – ukazuje się pierwszy numer parafialnego czasopisma „Nidecki Dzwon”, który zostaje wydawany jako kwartalnik z okazji Wielkiego Postu, Świąt Wielkanocnych, Bożego Narodzenia, wakacji czy rozpoczęcia roku szkolnego.
10. 30 czerwca 2013 r. – odsłonięcie i poświęcenie tablicy upamiętniającej zmarłego proboszcza i budowniczego świątyni: „KSIĘDZU KANONIKOWI JANOWI STRÓŻAKOWI – BUDOWNICZEMU TEGO KOŚCIOŁA – PROBOSZCZOWI W LATACH 1974-2004 – ZM. 10.12.2012 – PARAFIANIE ŚW. APP. SZYMONA I JUDY TADEUSZA W NIDKU”.
11. 27 października 2013 r. – uroczyste obchody 700-lecia parafii w Nidku połączone z odpustem parafialnym i poświęceniem ufundowanego z okazji Jubileuszu nowego witraża przedstawiającego świętych Patronów Szymona i Judę Tadeusza.
12. 8-9 listopada 2014 r. – wizytacja kanoniczna parafii przez ks. biskupa Romana Pindla – ordynariusza diecezji bielsko-żywieckiej połączona z udzieleniem sakramentu bierzmowania i poświęceniem ufundowanego przez górników witraża przedstawiającego św. Jana Pawła II.
13. 11 listopada 2018 r. – odsłonięcie i poświęcenie tablicy upamiętniającej mężczyzn z naszej parafii poległych i zaginionych w czasie I wojny światowej z okazji 100. rocznicy odzyskania przez Polskę niepodległości.
14. 27 października 2019 r. – odpust parafialny połączony z poświęceniem witraża św. Krzysztofa ufundowanego przez kierowców naszej parafii oraz odnowionego wnętrza świątyni wykonanego dzięki ofiarności i dobroci serc parafian.
15. 31 października 2021 r. – poświęcenie tablicy upamiętniającej mężczyzn z naszej parafii poległych i zaginionych w czasie II wojny światowej z okazji 230. rocznicy uchwalenia Konstytucji 3 Maja[6].